# Libidibia ferrea
El granadillo brasiler o pal de ferro (Caesalpinia ferrea) és una espècie d'arbre que pertany a la família de les fabàcies. Es troba a Veneçuela, Brasil i Bolívia. Rep altres noms com pau ferro (a Brasil), brazilian ironwood o leopard tree (Inglés)

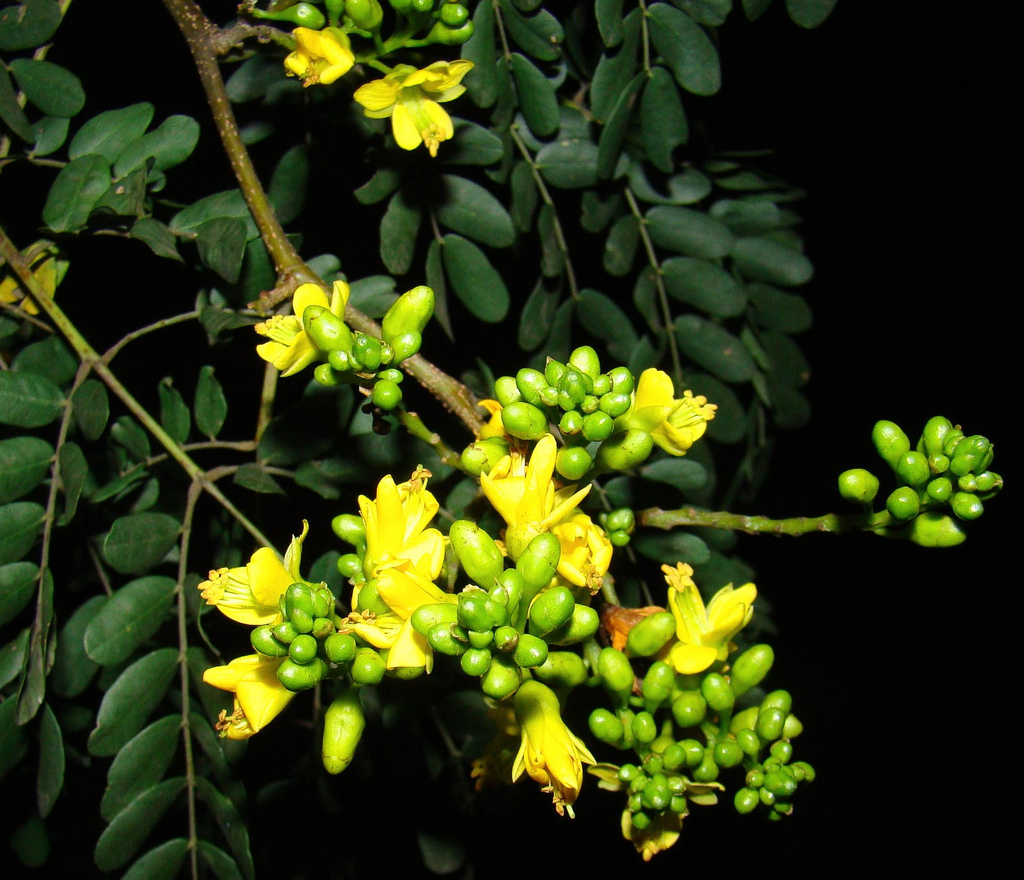
Flors

## Descripció
És un arbre que arriba a tenir una mida de fins a 20 m d'alçada. Les fulles tenen mesures d'entre 4 i 12 cm de llarg, amb 2 i 4 parells de folíols, que sovint acaben en forma d'orella. Els folíols amb 4 i 5 parells de 1.2 a 1.9 cm de llarg, i. 0,5-1,2 cm d'amplada, el·líptic-ovats. La inflorescència axil·lar en forma de dispersió sol tenir 9 cm de llarg. Les flors tenen 1,9 cm d'amplada, són de color groc, amb una taca vermella al pètal. Els estams tenen entre 1,0 i 1,2 cm de llarg, amb filaments peluts.

## Usos
La fusta de 'granadillo brasiler' o 'pal de ferro' s'utilitza per a teclats i mànecs d'instruments musicals. Té el tacte del palosanto de Brasil o del de l'Índia, però és més dur i té un color més clar. També es fa servir per a parquets, tarimes, culates d'armes de foc, ganivets i mobiliari. En la fabricació de guitarres acústiques s'empra també per a fons i riscles. El guitarrer brasiler Giannini utilitza laminat d'aquesta fusta per a les guitarres clàssiques. El model de guitarra elèctrica Stevie Ray Vaughan, de la Fender Stratocaster, té el diapasó de la fusta.

## Taxonomia
Caesalpinia ferrea va ser descrit per Carl Friedrich Phil.Sigm. Martius  i publicat en Reise Bras. (Spix & Dt.) 2: 611. 1828
Etimologia
Caesalpinia: nom genèric que va ser atorgat en honor del botànic italià Andrea Cesalpino (1519-1603).